# Шајвли (Кентаки)
Шајвли (енгл. Shively) град је у америчкој савезној држави Кентаки.

## Демографија
По попису из 2010. године број становника је 15.264, што је 107 (0,7%) становника више него 2000. године.
| Група             | 2000.          | 2010.         |
| Белци             | 10.121 (66,8%) | 6.835 (44,8%) |
| Афроамериканци    | 4.595 (30,3%)  | 7.425 (48,6%) |
| Азијати           | 64 (0,4%)      | 106 (0,7%)    |
| Хиспаноамериканци | 211 (1,4%)     | 541 (3,5%)    |
| Укупно            | 15.157         | 15.264        |